# Ralph Kiner
Ralph McPherran Kiner (Santa Rita, Nuevo México, 27 de octubre de 1922 - Rancho Mirage, California, 6 de febrero de 2014) fue un beisbolista estadounidense de las Grandes Ligas y un locutor de los Mets de Nueva York desde el inicio del equipo en el año 1962, y se convirtió en una figura del equipo al punto que el palco de televisión en el Shea Stadium llevaba su nombre. Kiner tuvo un derrame cerebral hace una década, pero de todos formas participaba ocasionalmente en las transmisiones de los partidos de los Mets. La temporada pasada, trabajó en un puñado de partidos, en su 52° año de transmisión.  
A pesar de que las lesiones lo obligaron a retirarse después de 10 temporadas, su gran porcentaje de slugging superó al de casi todos sus contemporáneos en la Liga Nacional de Béisbol entre los años 1946 y 1954. Ingresó al Salón de la Fama del Béisbol en 1975. 

## Primeros años
Kiner nació en Santa Rita, Nuevo México, y se crio en Alhambra, California. Tenía ascendencia holandesa de Pensilvania y escocesa-irlandesa. 

## Servicio en la Segunda Guerra Mundial
Kiner sirvió como piloto de la Marina de los Estados Unidos durante la Segunda Guerra Mundial . [4] Kiner fue admitido en la Armada durante la primavera de 1943. Como cadete, asistió a la escuela de pre-vuelo de St. Mary en California y obtuvo sus alas de piloto y comisión en Corpus Christi, Texas, en diciembre de 1944. Kiner voló hidroaviones PBM Mariner en patrullas submarinas desde la Estación Aérea Naval de Kaneohe Bay en Hawái, acumulando 1.200 horas de vuelo. Kiner se alistó el día después de Pearl Harbor . [5] [6]

## Carrera como jugador (1946-1955)
Kiner hizo su debut en las Grandes Ligas el 12 de abril de 1946 con los Pittsburgh Pirates. Terminó la temporada con 23 jonrones, pero 109 ponches. Después de la temporada, los Piratas convencieron al futuro miembro del Salón de la Fama Hank Greenberg de que no se retirara. Greenberg le dio a Kiner horas de instrucción de bateo, [7] y en 1947, Kiner lideró las ligas mayores con 51 jonrones y se ponchó menos de 100 veces. [3] Muchos de los jonrones de Kiner fueron bateados en un porche acortado del jardín izquierdo y del jardín central izquierdo en Forbes Field (originalmente construido para Greenberg y conocido en la prensa como "Greenberg Gardens"). El porche se retuvo para Kiner y se rebautizó como "Kiner's Korner". [8] Kiner luego usaría "Kiner'" como el título de su programa de televisión posterior al juego en Nueva York. [2]

### Temible jonronero
En 1949, Kiner superó su total de 1947 con 54 jonrones, quedando a solo dos del récord de Hack Wilson en la Liga Nacional. Fue el total más alto en las Ligas Mayores de 1939 a 1960, y el total más alto de la Liga Nacional de 1931 a 1997. Convirtió a Kiner en el primer jugador de la Liga Nacional con dos temporadas de más de 50 jonrones. Kiner también igualó su pico de 127 carreras impulsadas. De 1947 a 1951, Kiner superó los 40 jonrones y las 100 carreras impulsadas cada temporada. Hasta 2011, fue uno de los siete jugadores de Grandes Ligas que tuvo al menos cuatro temporadas de 30 HR y 100 carreras impulsadas en sus primeros cinco años, junto con Chuck Klein, Joe DiMaggio, Ted Williams, Mark Teixeira, Albert Pujols, Ryan Howard y Ryan Braun. [9] [10]
La serie de temporadas de Kiner liderando la liga en jonrones llegó a siete en 1952, cuando bateó 37. Esta también fue la última de un récord de seis temporadas consecutivas en las que lideró las Grandes Ligas en jonrones, todo bajo la dirección del manager Billy Meyer y el gran pirata Honus Wagner. Fue seleccionado para participar en el Juego de Estrellas en seis temporadas consecutivas, de 1948 a 1953. [11]
El igualmente famoso concepto "Los bateadores de jonrones conducen Cadillacs y los bateadores de sencillos conducen Fords", frecuentemente atribuido erróneamente al propio Kiner, fue, según su propio relato, en realidad acuñado por su compañero de equipo Fritz Ostermueller. [12] [13] Las imágenes de Kiner bateando un jonrón en Forbes Field se pueden ver en la película de 1951 Angels in the Outfield. [14]

### Cambiado a los Chicago Cubs como medida disciplinaria
El 4 de junio de 1953, Kiner fue enviado a los Chicago Cubs como parte de un canje de diez jugadores. Los Pirates cambiaron a Kiner, Joe Garagiola, George Metkovich y Howie Pollet a los Cubs a cambio de Bob Addis, Toby Atwell, George Freese, Gene Hermanski, Bob Schultz, Preston Ward y $150,000 dólares. [15] Esto se debió en gran parte a las continuas disputas salariales con el gerente general de los Piratas, Branch Rickey, quien supuestamente le dijo a Kiner: "Terminamos últimos contigo, podemos terminar últimos sin ti". [dieciséis]

### Enviado a los campeones Cleveland Indians
Kiner jugó el resto de 1953 y todo 1954 con los Cubs, terminando su carrera con los Cleveland Indians en 1955. Una lesión en la espalda lo obligó a retirarse a la edad de 32 años, terminando su carrera con 369 jonrones, 1,015 carreras impulsadas y un promedio de bateo de por vida de .279. [2] Bateó mejor que .300 en tres ocasiones, con un récord personal de .313 con los Pirates en 1947.

### Carrera de radiodifusión (1961-2013)
Exquisito-micrófono.png
Ralph Kiner fue homenajeado junto con los números retirados de los Mets de Nueva York en 2014.
Kiner lanza un primer lanzamiento ceremonial en Citi Field, 2011.
En 1961, Kiner ingresó a la cabina de transmisión de los Chicago White Sox. Al año siguiente, Kiner, Lindsey Nelson y Bob Murphy comenzaron a transmitir los juegos del equipo de expansión New York Mets en WOR-TV en la ciudad de Nueva York. El trío rotaba anunciando deberes. Kiner también presentó un programa posterior al juego conocido como "Kiner's Korner" en WOR-TV. A nivel nacional, ayudó a anunciar la aparición de los Mets en la Serie Mundial de 1969 y 1973 para NBC Radio. Ganó un premio Emmy local por su trabajo de radiodifusión. [dieciséis]
Kiner era conocido por sus malapropismos ocasionales, generalmente relacionados con equivocarse en los nombres de las personas, como llamar al socio de transmisión Tim McCarver como "Tim MacArthur" y llamar a Gary Carter "Gary Cooper". [16] Incluso una vez se llamó a sí mismo "Ralph Korner". [17]
A pesar de un ataque de parálisis de Bell, que lo dejó con un poco de dificultad para hablar, [18] Kiner continuó transmitiendo durante 53 temporadas. [19] La permanencia de Kiner con los Mets fue la tercera más larga para un locutor activo con un solo equipo en su última temporada. Es el tercer locutor con más tiempo en la historia del béisbol, solo detrás de los locutores de Los Angeles Dodgers Vin Scully (1950-2016) y Jaime Jarrín (1959-presente). Su tradicional llamada de jonrón: "Se fue, adiós", fue una frase característica en el béisbol.
Kiner apareció ocasionalmente en Sports Net New York (SNY) y WPIX, que actualmente televisan los juegos de los Mets. Durante estas visitas (generalmente una vez a la semana), los locutores habituales Gary Cohen, Keith Hernandez y Ron Darling dieron paso a Kiner mientras compartía historias del béisbol de antaño, así como el estado actual del juego. Durante su última temporada en 2013, fue el locutor activo de mayor edad en Major League Baseball.

### Vida personal
En parte debido, como dijo una vez Kiner, al hecho de que la megaestrella de Hollywood Bing Crosby era copropietario de los Pirates, Kiner a menudo estaba estrechamente vinculado con celebridades como el colega de Crosby, Bob Hope y Frank Sinatra, pero aún más a los romances publicitados, citas o simplemente fotos llamativas con actrices destacadas, como Elizabeth Taylor, Ava Gardner y Janet Leigh .
Kiner se casó cuatro veces; su primera esposa fue la estrella del tenis de la década de 1950, Nancy Chaffee, 1951-1968. [20] [21]
Kiner también estuvo casado con Barbara (de soltera George) [22] Kiner, de 1969 a 1980; ya DiAnn Kiner desde 1982 hasta su muerte en 2004. [23] [24]
A los 80 años, Kiner se casó y luego se divorció de Ann Benisch.

### Muerte
Ralph Kiner murió por causas naturales en Rancho Mirage, California, el 6 de febrero de 2014, a la edad de 91 años. [25] Tras su muerte, el propietario de los New York Mets, Fred Wilpon, dijo: "Ralph Kiner fue una de las personas más queridas en la historia de los Mets. —Un Met original y un caballero extraordinario". [26] En el momento de su muerte, Kiner estaba luchando contra la parálisis de Bell y los efectos de un derrame cerebral que había sufrido hacía una década que lo obligó a reducir su calendario a un puñado de juegos por temporada. [27]
El 21 de febrero de 2014, se inició una petición en línea de Twitter para cambiar el nombre de las Secciones 132-134 de Citi Field como Kiner's Korner, para conmemorar los 52 años de carrera de Ralph Kiner en los Mets. [28] Al 29 de marzo de 2014, la petición tenía más de 5000 seguidores. [29]1111111111111111111111111

## Salón de la Fama
Con este palmarés, Ralph Kiner fue elegido al Salón de la Fama del Béisbol de Ligas Mayores en el año de 1975, 20 años después de su retiro.

## Epitafio
"Como uno de los principales toleteros del béisbol de las Ligas Mayores durante una década, Ralph metió miedo a los mejores lanzadores en la Era Dorada del Béisbol, a pesar de una personalidad alegre, humilde y una sonrisa de estrella de cine", dijo en un comunicado el presidente del Salón de la Fama, Jeff Idelson, cuando se enteró del fallecimiento de Ralph Kiner.